# Pareumenes pilifrons
Pareumenes pilifrons är en stekelart som först beskrevs av Kohl 1907.  Pareumenes pilifrons ingår i släktet Pareumenes och familjen Eumenidae. Inga underarter finns listade i Catalogue of Life.